# Hanníbal (nom)
|  | Per a altres significats, vegeu «Hannibal (desambiguació)». |

Hanníbal (llatí: Hannibal) o Anníbal (en grec antic: Ἀννίβας, Annibas) és un nom de fonts d'origen cartaginès. Prové de la llatinització del púnic 𐤇𐤍𐤁𐤏𐤋 (ḥnbʿl), que significa 'el favor de Baal' o 'Baal és graciós', en referència a la deïtat feniciopúnica Baal. Fou un nom comú en la civilització cartaginesa, i en el món grecoromà fou molt conegut gràcies a Hanníbal Barca, el famós general cartaginès de la Segona Guerra Púnica.
A partir del Renaixement, el nom es generalitzà a l'Europa occidental. Dins el segle xx, esdevengué conegut gràcies al personatge de ficció Hannibal Lecter, creat pel novel·lista Thomas Harris el 1981 i popularitzat en el film El silenci dels anyells (1991), dirigit per Jonathan Demme.

## Personatges

### Cartaginesos
Els següents personatges de la història de Cartago portaren el nom d'Hanníbal:
- Hanníbal (1), militar cartaginès del segle v aC, fill d'Hàsdrubal i net de Magó
- Hanníbal Magó (2), sufet de Cartago (410-409 aC) i general en la segona guerra de Sicília
- Hanníbal Giscó (3), general en la Primera Guerra Púnica
- Hanníbal (4), fill d'Hanníbal Giscó, subcomandant d'Himilcó en el setge de Lilibèon (250 aC) durant la Primera Guerra Púnica
- Hanníbal el Rodi (5), general en el setge de Lilibèon (250 aC) durant la Primera Guerra Púnica
- Hanníbal (6), fill d'Hamílcar, subcomandant d'Adhèrbal en el setge de Lilibèon (250 aC) durant la Primera Guerra Púnica
- Hanníbal (7), general a la Guerra dels Mercenaris (240-237 aC)
- Hanníbal Barca (8), el gran general de la Segona Guerra Púnica
- Hanníbal Monòmac (9), subcomandant d'Hanníbal Barca en la Segona Guerra Púnica
- Hanníbal (10), fill de Bomílcar, general que assetjà Iliturgis el 215 aC i fou derrotat pels germans Publi i Gneu Corneli Escipió
- Hanníbal Psar (11), polític cartaginès al servei de Massinissa de Numídia

A més, Flavi Hannibalià (315 - 337) fou un membre de la Dinastia de Constantí, fill de Flavi Dalmaci

### Italians
En italià, la forma més habitual és Annibale:
- Annibale Melone (segle xvi), compositor de la capella de la catedral de Bolonya
- Annibale Caro (1507 - 1566), poeta conegut per les seves traduccions
- Annibale Padovano (1527 - 1575), compositor l'escola veneciana
- Annibale Stabile (1535 - 1595), compositor de l'escola romana
- Annibale Carracci (1560 - 1609), pintor del barroc italià
- Annibale Pio Fabri (1696 - 1760), cantant d'òpera
- Annibale de Gasparis (1819 - 1892), astrònom i matemàtic
- Annibale Bergonzoli (1884 - 1973), tinent general de l'exèrcit feixista italià
- Annibale Comessatti (1886 - 1945), matemàtic especialitzat en geometria
- Annibale Brasola (1925 - 2001), ciclista que destacà com a esprintador

### Occitans
En occità, la forma més habitual és Annibal:
- Annibal Gantez o Gantés (1600 - 1670), compositor del barroc natural de Marsella

### Anglosaxons
En anglès, la forma més habitual és Hannibal:
- Hannibal Goodwin (1822 - 1900), sacerdot nord-americà pioner de la fotografia i el cinema
- Hannibal Hamlin (1809 - 1891), quinzè vicepresident dels Estats Units durant el primer mandat del president Abraham Lincoln entre 1861 i 1865

### Castellans i hispanoamericans
En castellà, la forma més habitual és Aníbal:
- Aníbal Vela del Castillo (1896 - 1962), cantant i actor espanyol
- Aníbal Sánchez Fraile (1903 - 1971), músic i religiós espanyol
- Aníbal Varela (1912 - 1983), futbolista costa-riqueny
- Aníbal Troilo (1914 - 1975), músic argentí
- Aníbal Ciocca (1915 - 1981), futbolista uruguaià
- Aníbal Paz (1917 - 2013), futbolista uruguaià
- Aníbal Quijano Obregón (1930 - 2018), sociòleg peruà
- Aníbal Tarabini (1941 - 1997), futbolista argentí
- Aníbal Ruiz (1942 - 2017), futbolista uruguaià
- Aníbal Torres Vásquez (1944), polític peruà
- Aníbal Ramos, sobrenom d'Artur van den Eynde (1945 - 2003), polític espanyol
- Aníbal Pachano (1955), actor argentí
- Aníbal Acevedo Vilá (1962), polític porto-riqueny
- Aníbal Gómez Cortijo (1979), actor espanyol
- Aníbal Martín Borrego (1989), activista extremeny
- Aníbal Godoy (1990), futbolista panameny

### Galaicoportuguesos i brasilers
En portuguès, la forma més habitual és Aníbal:
- Aníbal Otero (1911 - 1974), lingüista gallec
- Aníbal Cavaco Silva (1939) 6è president de la República Portuguesa
- Aníbal Malvar, (1964) escriptor gallec
- Aníbal dos Santos (1971), criminal portuguès

## Ficció
- Hannibal Lecter, assassí en sèrie creat pel novel·lista americà Thomas Harris i que aparegué per primera vegada a la novel·la Red Dragon (1981)